# Волендам
Волендам (MS Volendam) је путнички брод, крузер, америчке бродске компаније „Холанд-Америка Лајн“.
Брод је капацитета 1.432 путника а посаду чине 588 особа.
Крузер има девет палуба (спратова), са три вертикале, укупно 12 лифтова, затворени базен са покретним кровом и отворени базен, позоришно-концертну салу са око 250 места, биоскопску салу, коцкарницу, библиотеку, свечану салу за ручавање и салу за ручавање по принципу „шведски сто“, салоне, барове и продавнице...
Изграђен је у Италији у бродоградилишту „Финцантиери“ у Трсту а плови под заставом Холандије.
Брод је запловио 12. Новембра 1999.г. а кума брода је била тенисерка Крист Еверт.

## Галерија „Унутрашњост брода“
- Шема по спратовима
- Украсни тросед поред лифтова
- Ходник до соба на другој палуби
- Део унутрашњости
- Експонат макета једрењака
- Два троседа у холу
- Једна од соба

## Галерија „Аљаска 2023“
Брод је током 2023. године неколико пута пловио на релацији Ванкувер - Аљаска - Ванкувер.
- Затворени базен са привремено отвореним кровом
- Отворени базен